# Yuki Kobori
Yuki Kobori (jap. 小堀 勇氣 Kobori Yuki; ur. 25 listopada 1993 w Ishikawie) – japoński pływak specjalizujący się w stylu dowolnym, brązowy medalista olimpijski z 2016 roku.

## Kariera pływacka
Płynął w sztafecie 4 × 200 m stylem dowolnym podczas igrzysk olimpijskich w Londynie w 2012 roku. Reprezentacja Japonii uplasowała się w eliminacjach na dziewiątym miejscu i nie awansowała do finału.
W 2015 roku na mistrzostwach świata w Kazaniu z czasem 1:48,09 zajął 18. miejsce na dystansie 200 m stylem dowolnym. Brał także udział w sztafetach 4 × 100 i 4 × 200 m stylem dowolnym. W konkurencji sztafet kraulowych 4 x 100 m reprezentacja Japonii była szósta. Japońska sztafeta 4 × 200 m płynąca stylem dowolnym nie awansowała do finału i ostatecznie zajęła dziesiąte miejsce.
Podczas igrzysk olimpijskich w Rio de Janeiro w 2016 roku wraz z Kōsuke Hagino, Naito Eharą i Takeshim Matsudą zdobył brązowy medal w sztafecie kraulowej 4 × 200 m.
W swym dorobku Japończyk ma medale igrzysk azjatyckich wywalczone w 2010, 2014 i 2018 roku oraz złoty i brązowy medal uniwersjady z 2017 roku.